# Vuelo 193 de National Airlines
El vuelo 193 de National Airlines, matrícula N4744, Donna, era un Boeing 727-235 que volaba de Miami, Florida, a Pensacola el 8 de mayo de 1978. Tenía paradas programadas en Melbourne, Florida; Tampa; Nueva Orleans, Luisiana; y Mobile, Alabama. El accidente ocurrió de noche, con poca visibilidad debido a la niebla. Durante el descenso hacia el Aeropuerto Regional de Pensacola, impactó en la Bahía de Escambia, hundiéndose en 12 pies (3,7 m) de agua.

## Tripulación de vuelo
La tripulación estaba compuesta por el capitán George T. Kunz (55 años), empleado por National Airlines desde 1956, que se había calificado para volar el Boeing 727 en 1967 y acumuló 18.109 horas de vuelo en su carrera con 5.358 horas en el Boeing 727; el primer oficial Leonard G. Sanderson Jr. (31 años), empleado por National Airlines desde 1976, con 4.848 horas de vuelo de las cuales 842 horas fueron en el Boeing 727; y el ingeniero de vuelo James K. Stockwell (47 años), empleado por National Airlines desde 1969, con 9.486 horas de vuelo de las cuales 7.050 horas de vuelo fueron en el Boeing 727.

## Incidente
El sistema de aterrizaje instrumental (ILS) de la pista 16 había estado fuera de servicio desde enero de ese año debido a su reconstrucción. En su lugar, se disponía de una aproximación de no precisión a la pista 25. Antes de iniciar la aproximación, un bimotor Beechcraft informó haber salido de la zona nublada a 450 pies (137 m). La altitud mínima de descenso para esta aproximación era de 480 pies (146 m). Esto preocupó al primer oficial, quien informó al capitán que, en su opinión, el avión había realizado una aproximación ilegal. Un avión de Eastern Air Lines que iba delante de ellos informó haber tenido la pista a la vista brevemente antes de perderla en las nubes y dar una vuelta. 
Mientras se encontraban en aproximación, el primer oficial olvidó hacer avisos de altitud y aproximación. Sonó la alarma de proximidad al terreno y el primer oficial revisó su altímetro. Leyó 1500 pies (457 m) y apagó la alarma. El registrador de datos de vuelo mostraría más tarde que su altitud real en ese momento era de solo 500 pies (152 m). Es posible que la alarma distrajera a la tripulación y no se dieran cuenta de que habían superado la altitud mínima de descenso. Poco después, impactaron en la bahía de Escambia.El tráfico de barcazas en la zona facilitó la evacuación. Tres pasajeros se ahogaron al intentar salir de la aeronave. La aeronave se encontraba intacta tras el accidente y fue trasladada a un hangar de la Estación Aérea Naval de Pensacola, pero fue dada de baja debido a la extensa corrosión causada por el agua de mar. Posteriormente, la estructura fue desmontada y trasladada de la base aérea a un lugar de desguace. 

## Análisis del accidente
La mala preparación de la tripulación contribuyó al accidente. Aunque el capitán y el copiloto sabían que la pista 16 estaba cerrada, ambos lo olvidaron. Un sistema de luces indicadoras de pendiente de aproximación visual (VASI) que daba servicio a la pista 25 estaba disponible y operativo, pero, aunque la tripulación tenía acceso a la información, desconocía esta ayuda de aproximación alternativa.
Un factor adicional que contribuyó al accidente fue un error del controlador de radar. El procedimiento para la pista 25 consistía en dirigir los vuelos para interceptar la aproximación final a 8 millas náuticas, con la puerta de aproximación a 6 millas náuticas. El controlador calculó mal la distancia de la aeronave y la giró a final dentro de la distancia recomendada, lo que provocó que la aeronave se encontrara en el vector de aproximación final a aproximadamente 4,5 millas náuticas, casi la mitad de la distancia de una aproximación normal. El informe de la NTSB concluyó que el controlador "creó una situación que imposibilitó al capitán configurar su aeronave según lo especificado en el manual de vuelo".
Una reticencia a declarar una aproximación frustrada impregnó el descenso. El controlador de radar, el capitán, el primer oficial y el ingeniero de vuelo tenían indicios de una aproximación fuera de lo normal, lo que produjo un ambiente apresurado y ajetreado. Un ejemplo de esto fue que el capitán no bajó el tren de aterrizaje inmediatamente después de bajar los flaps a 25 grados, porque "quería evitar imponer una demanda simultánea al sistema hidráulico mientras los flaps estaban en tránsito". De manera similar, el primer oficial nunca hizo la llamada requerida de 1000 pies, porque nunca llegó a 1000 pies mentalmente, debido a su "reloj interno", que se basaba en una velocidad de descenso normal. Además, cada persona optó por no solicitar ni ofrecer asistencia o advertencias adicionales, incluyendo anuncios y reconocimientos recomendados. La falta de comunicación de la tripulación y una actitud de "no hay problema aquí" resultaron en una falsa conciencia de la altitud y la velocidad de descenso por parte de todos los involucrados.

## Evacuación
La aeronave no estaba equipada, ni era obligatorio, con balsas salvavidas ni cojines de asiento homologados para flotación. Veinticuatro pasajeros y la tripulación creían que los cojines de los asientos eran dispositivos de flotación. Catorce pasajeros intentaron usarlos para flotar, y varios supervivientes indicaron que los cojines se desprendieron y no flotaban.

Dado que, por reglamento (posteriormente modificado), la parte del vuelo de Pensacola a Mobile no era un vuelo extendido sobre el agua, la información para los pasajeros no incluyó la ubicación y el uso del equipo de supervivencia en el agua.Por lo tanto, muchos pasajeros desconocían la ubicación de los chalecos salvavidas, cómo ponérselos, cómo usarlos, y la ubicación y el uso de sus luces de emergencia. Quienes sabían o se les había informado de que los chalecos estaban guardados en compartimentos bajo los asientos tuvieron dificultades para extraerlos. La subida del agua en la cabina agravó la dificultad de localizar y retirar los chalecos de los compartimentos bajo los asientos.